# Нобуюки Коджима
Нобуюки Коджима (на японски: 小島 伸幸) е японски футболист.

## Национален отбор
Записал е и 4 мача за националния отбор на Япония.
| Япония | Япония | Япония |
| Година | Мачове | Голове |
| ------ | ------ | ------ |
| 1995   | 3      | 0      |
| 1996   | 1      | 0      |
| Общо   | 4      | 0      |